# Contea di Madison (Kentucky)
La contea di Madison, in inglese Madison County, è una contea dello Stato del Kentucky, negli Stati Uniti. La popolazione al censimento del 2000 era di 70 872 abitanti. Il capoluogo di contea è Richmond